# 3440 Stampfer
3440 Stampfer este un asteroid din centura principală, descoperit pe 17 februarie 1950 de Karl Reinmuth.